# Franz Wittmann

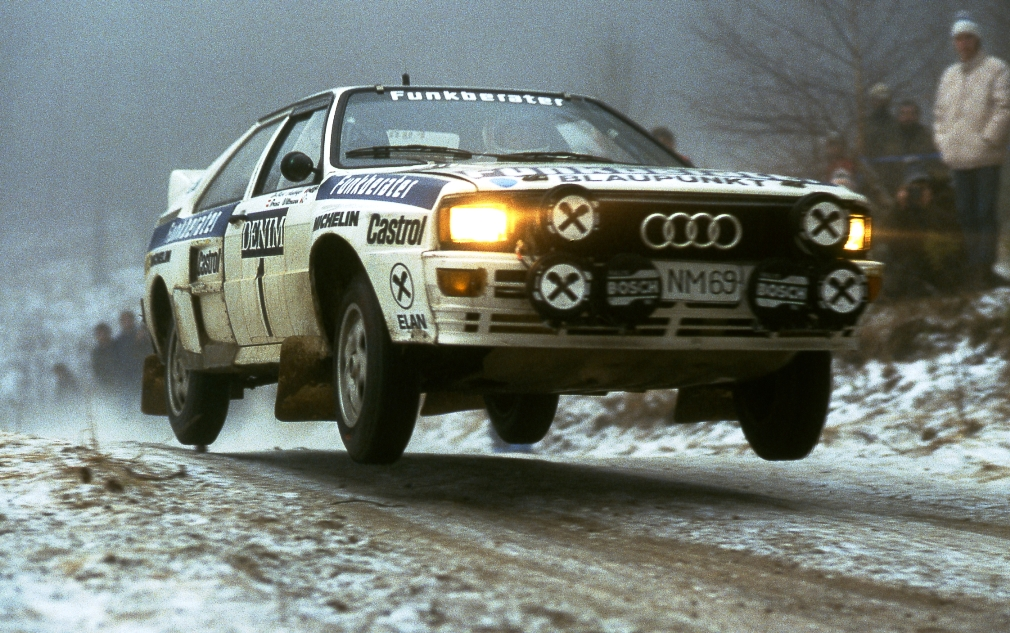
Franz Wittmann s Kurtem Nestingerem v Audi quattro A2 na cestě k vítězství v Jänner Rallye (1984)

Franz Wittmann starší (* 7. dubna 1950 v Ramsau v Dolním Rakousku) je rakouský jezdec rallye.

## Život
Wittmann dosáhl 79 vítězství, z toho 32 v rámck Mistrovství Evropy v rallye a jedno v Mistrovství světa v rally. Jedenáctkrát vyhrál domácí rakouský šampionát. Jeho desetinásobný triumf na Jänner rallye je zatím unikátní a děla z Wittmanna dosud nejúspěšnějšího rakouského jezdce této soutěže.
Na Finské rally v roce 1981 zažil Wittmann velkou nepříjemnost, když se po projetí cílem 4. rychlostní zkoušky (Ehikki) v noci srazil s vozem časoměřiče, dále srazil malou skupinu funkcionářů a smrtelně zranil prezidenta Finské asociace automobilových sportů AKK Raula Falina. Boris Rung a pozorovatel FIA WRC Costas Glossotis z Řecka vyvázli bez zranění.
Wittman je ženatý a má tři děti. Jeho syn Franz šel ve stopách svého otce a také se účastní rallyových závodů. Dne 29. května 2006 zemřela jeho tehdy 17letá dcera Julia při dopravní nehodě v Radstadtu.

## Úspěchy
- 1972: 1. místo Total Rumwolf Rally, VW 1302
- 1973: 1. místo Seiberer rally, VW 1302
- 1974: 1. místo Taurus Rally, EM, BMW 2002 a 1. Místo ÖASC Rally, EM, BMW 2002
- 1975: 3 absolutní vítězství v BMW 2002
- 1976: 3 absolutní vítězství ve voze Opel Kadett
- 1977: 4 absolutní vítězství ve voze Opel Kadett
- 1978: 3 absolutní vítězství s vozem Opel Kadett
- 1979: 5 absolutních vítězství s Porsche 911
- 1980: 4 absolutní vítězství s Audi 80 a Porsche 911
- 1981: 2 absolutní vítězství v Audi Quattro a Porsche 911
- 1982: 3 absolutní vítězství v Audi Quattro
- 1983: 9 absolutní vítězství v Audi Quattro
- 1984: 7 absolutní vítězství v Audi Quattro
- 1985: Franz Wittmann se stal továrním jezdcem Volkswagenu, s vozem VW Golf GTi skupiny A a dokázal dojet na 1. místě v pěti soutěžích MS v rámci jeho třídy.
- 1987: Vítězství na Rallye Nový Zéland, podniku MS s vozem Lancia Delta HF.
- 1988: 7 absolutních vítězství s Lancii Delta HF
- 1989: 6 absolutních vítězství s Lancii Delta HF
- 1992: 5 absolutních vítězství ve voze Toyota Celica Turbo 4WD
- 1993: 5 absolutních vítězství ve voze Toyota Celica Turbo 4WD
- 2000: 1 absolutní vítězství na voze Toyota Corolla WRC
- 2001: 4 absolutní vítězství ve voze Toyota Corolla WRC

## Ocenění
- 2002: Velké čestné vyznamenání za zásluhy o provincii Dolní Rakousko